# Chappell Roan
Kayleigh Rose Amstutz (sinh ngày 19 tháng 2 năm 1998, /ˌtʃæpəl ˈroʊn/, CHAP-əl ROHN), thường được biết đến với nghệ danh Chappell Roan, là một nữ ca sĩ kiêm nhạc sĩ người Mỹ. Sản xuất nhạc cùng với Dan Nigro, nhiều bài hát trong album đầu tay của cô được lấy cảm hứng từ nhạc synth-pop những năm 1980 và đầu 2000. Âm nhạc của cô được đánh giá là có sự ảnh hưởng từ drag queen với phong cách camp.
Năm 17 tuổi, Roan tự đăng tải ca khúc do cô sáng tác mang tên "Die Young" lên YouTube, sau đó không lâu cô được ký hợp đồng với hãng đĩa Atlantic Records. Năm 2017, cô ra mắt EP đầu tay, School Nights. Năm 2020, ca khúc "Pink Pony Club" phát hành từ lâu bất ngờ nổi tiếng và giúp cô được biết tới nhiều hơn, cũng trong năm này, cô rời khỏi Atlantic Records.
Năm 2022, sau một thời gian ngắn nghỉ ngơi, nữ ca sĩ trở lại với một loạt ca khúc tự phát hành độc lập. Năm 2023, cô phát hành album đầu tay The Rise and Fall of a Midwest Princess dưới hãng đĩa Island Records. Album gặt hái thành công khi góp mặt trong một số danh sách album bán chạy nhất cuối năm đó. Cũng trong khoảng thời gian này, cô được mời làm ca sĩ mở màn cho tour lưu diễn Guts của Olivia Rodrigo và sau đó là biểu diễn tại Coachella đầu năm 2024.

## Tiểu sử
Kayleigh Rose Amstutz sinh ngày 19 tháng 2 năm 1998 tại Willard, Missouri, một thị trấn nhỏ gần thành phố Springfield. Gia đình cô sống trong một khu nhà di động, cô là chị cả, dưới có ba em. Mẹ cô, Kara, là bác sĩ thú y, còn cha cô, Dwight, là y tá.

## Danh sách nhạc

### Album phòng thu
- The Rise and Fall of a Midwest Princess (2023)